# ベルリン条約 (1715年)
ベルリン条約（シュテッティンじょうやく、英語: Treaty of Berlin）は、大北方戦争中の1715年5月2日に締結された、ハノーファー選帝侯領とデンマーク＝ノルウェーの間の条約。
条約により、グレートブリテン王兼ハノーファー選帝侯ジョージ1世はデンマーク＝ノルウェーと反スウェーデン同盟を締結し、代償として当時デンマークに占領されていたスウェーデン属領のブレーメン＝フェルデンを獲得した。
デンマークとハノーファーはシュヴェート条約で成立したロシア＝プロイセン同盟にも参加、またデンマークには包囲されていたストラルスンドの獲得を保証された。